# August Karl von Goeben
August Karl von Goeben (Stade, 10 de desembre de 1816 - Koblenz, 13 de novembre de 1880) va ser un general d'infanteria prussià i escriptor.
Li va ser concedida la Creu de Ferro pel seu servei en la Guerra francoprussiana. Lluità també a Espanya on formà part de les forces carlines entre els anys 1836 i 1840, durant la primera guerra carlina.

## Biografia

### Anys de joventut
Nascut a Stade, a només 30 quilòmetres a l'oest d'Hamburg, al Regne de Hannover, va aspirar des de ben jove al servei militar prussià en lloc del del seu propi país, i a l'edat de disset anys va obtenir una comissió en el 24è Regiment d'infanteria prussià. No obstant això, hi havia poques perspectives per a les activitats d'un jove i enèrgic subaltern.

### Participació a la Primera Guerra Calina
Va abandonar el servei el 1836 i es va enrolar a l'exèrcit carlí per lluitar en la Primera Guerra Carlina a Espanya. En les cinc campanyes en les quals va servir l'Infant Carles, va patir nombroses adversitats. No havia lluitat més de dos mesos que ja va caure greument ferit a mans de les tropes governamentals. Després de vuit mesos detingut va aconseguir escapar, però va tornar a ser capturat poc després. Aquesta vegada, el seu empresonament a Cadis va ser perllongat i ple de penalitats.
Quan va ser alliberat, mitjançant un intercanvi de presoners, Goeben es va incorporar a les forces de Cabrera al Maestrat i va servir fins al 1840 amb distinció. Aquest any, va fer el seu camí de retorn, sense gairebé mitjans, a Prússia. Va deixar un llibre autobiogràfic de la seva participació a la guerra, Vier Jahre in Spanien (Hannover 1841), traduït al castellà amb el nom de Cuatro años en España (1836-1840).

### Carrera a l'exèrcit prussià
Von Goeben era tinent coronel carlí, però va haver d'acceptar de ser readmès al servei prussià com a tinent segon. Tot i ser encara força jove, pocs subalterns podien presumir de cinc anys de servei de guerra meritòria a l'edat de vint-i-quatre anys. En pocs anys era capità de l'Estat Major General, i el 1848 va ser transferit al personal del IV Cos d'Exèrcit, on el seu immediat superior era el Major Helmuth Graf von Moltke. Tots dos homes es van fer amics ràpidament, i la seva estima mútua mai va ser pertorbada.
En la insurrecció de Baden, Göben es va distingir entre el personal del Príncep Guillem, el futur emperador. Va alternar la seva obligació en l'estat major i regimental en el servei prussià alguns anys, fins al 1863 en què va ser promogut a major-general al comandament de la 26a Brigada d'Infanteria.
El 1860 va estar present amb les tropes espanyoles al Marroc, i va prendre part en la batalla de Tetuán.
En la primera de les grans guerres de Prússia, la Guerra danesa-prussiana del 1864, es va distingir al capdavant de la seva brigada a Rackebull i Sonderburg. En la Guerra austro-prussiana del 1866, el Tinent-General von Goeben va comandar la 13a Divisió, de la qual la seva antiga brigada formava part, i en aquesta esfera més alta, una vegada més va mostrar les qualitats d'un líder de naixement i un bon tàctic. Va sostenir un comandament gairebé independent amb bon resultat en les accions de Dermbach (a Wartburgkreis), Laufach (a Aschaffenburg), Kissingen, Aschaffenburg, Gerchsheim, Tauberbischofsheim i Würzburg.
La mobilització del 1870 a l'inici de la Guerra francoprussiana el va situar al capdavant del VIII (Renania) Cos d'Exèrcit, formant part del Primer Exèrcit a les ordres de von Steinmetz. Va ser el seu lideratge resolutiu i enèrgic el que va contribuir principalment a la victòria de Spicheren el 6 d'agost, i von Goeben va guanyar els únics llorers que es van obtenir en l'ala dreta prussiana a Gravelotte el 18 d'agost. Sota el comandament de Manteuffel, el VIII Cos va prendre part en les operacions entorn d'Amiens i Bapaume, i el 8 de gener de 1871, Goeben va succeir a aquest general al comandament del Primer Exèrcit.
Quinze dies més tard, va portar la campanya en el nord de França a una brillant conclusió, mitjançant una decisiva victòria en la Batalla de Sant Quintí (19 de gener del 1871). Al tancament de la Guerra francoprussiana, Goeben era un dels homes més distingits en l'exèrcit victoriós. Era coronel del 28è d'Infanteria, i va ser condecorat amb la Gran Creu de Ferro. Va comandar el VIII Cos a Coblença fins a la seva mort el 1880.

## Obra literària
El General von Goeben va deixar molts escrits. Les seves memòries es troben entre els seus treballs:
- Vier Jahre in Spanien (Hannover 1841). Hi ha una traducció al castellà: Cuatro años en España (1836-1840).
- Reise-und Lagerbriefe aus Spanien und vom spanischen Heere in Marokko (Hannover, 1863)
- Darmstadt Allgemeine Militärzeitung

## Llegat i honors
L'antic fort de Queuleu francès a Metz va ser batejat Goeben en el seu honor, i el 28è Regiment d'Infanteria porta el seu nom. Una estàtua de Goeben de Fritz Schaper va ser erigida a Coblença el 1884. El SMS Goeben, creuer de batalla de la Classe Moltke de la Kaiserliche Marine (Marina Imperial alemanya) va ser botat el 1911, també en el seu honor.